# Meczet i medresa Alego ibn Jusufa
Meczet i medresa Alego ibn Jusufa – największy z meczetów w obrębie medyny Marrakeszu i zarazem najstarsza ze wszystkich zachowanych budowli tego typu w tym mieście.
Został wzniesiony w I poł. XII w. dzięki mecenatowi sułtana almorawidzkiego, którego imię nosi. W XIX w. przebudowano go w stylu merynidzkim. Pierwotnie gmach był niemal dwa razy większy niż obecnie. Podczas walk pomiędzy Almohadami i Almorawidami doznał poważnych uszkodzeń. Później został odrestaurowany przez Almohadów, a następnie przez Saadytów. Meczet jest zamknięty dla niemuzułmanów.

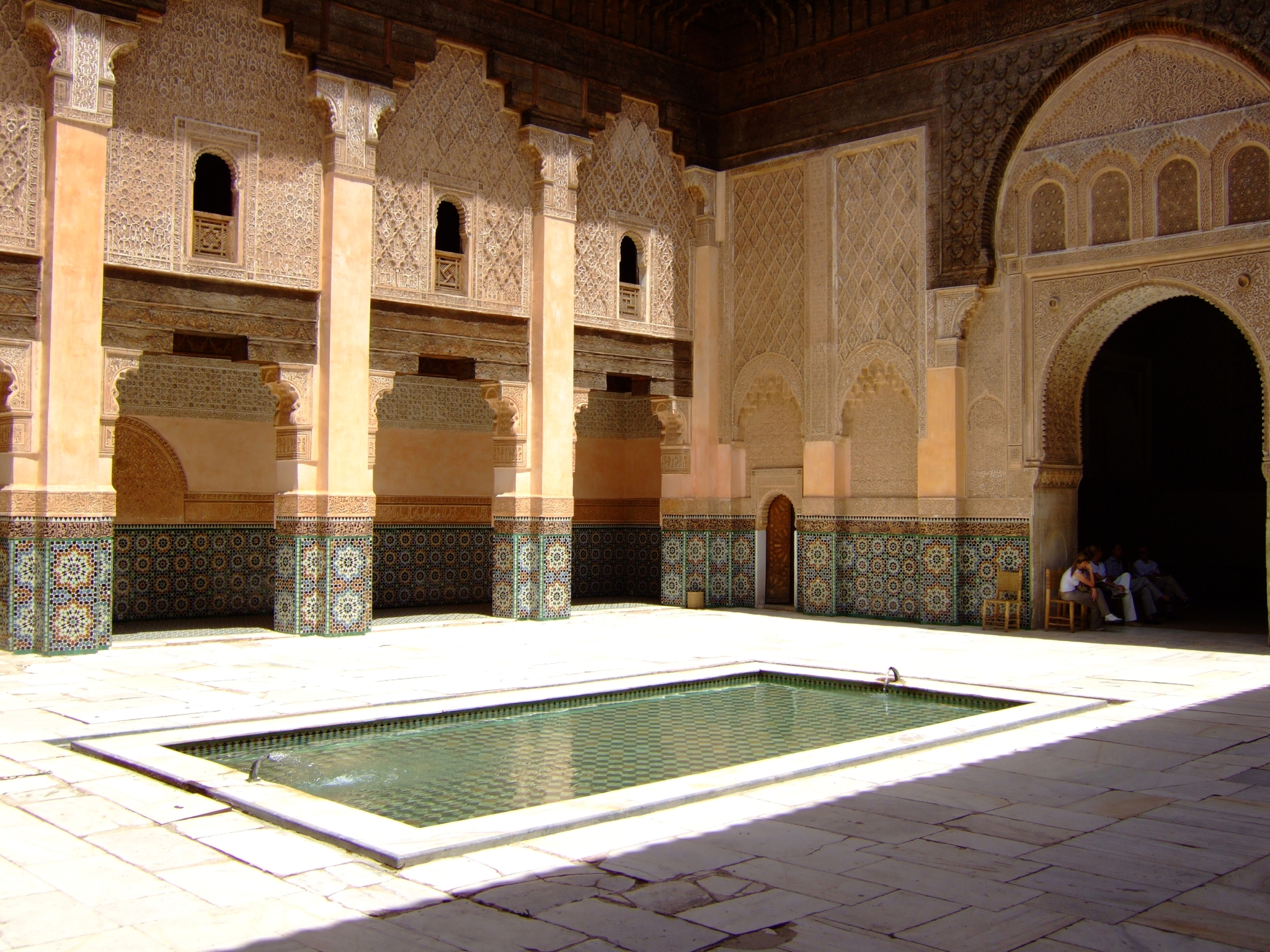
Wewnętrzny dziedziniec medresy

Bezpośrednio przy meczecie Alego ibn Jusufa wznosi się medresa o tej samej nazwie – piękny, emanujący spokojem i modlitewnym skupieniem budynek zdobiony sztukateriami. Jest to największa szkoła teologiczna w Maghrebie, zbudowana przez Saadytów w 1565 r. (odnowiona w znacznym stopniu w latach 60. XX w.). Aby tu dotrzeć, kierując się na wschód od kubby Ba’adijjin, trzeba przejść w lewo, dookoła murów meczetu, aż do wejścia do medresy po prawej stronie